# Valley Forge

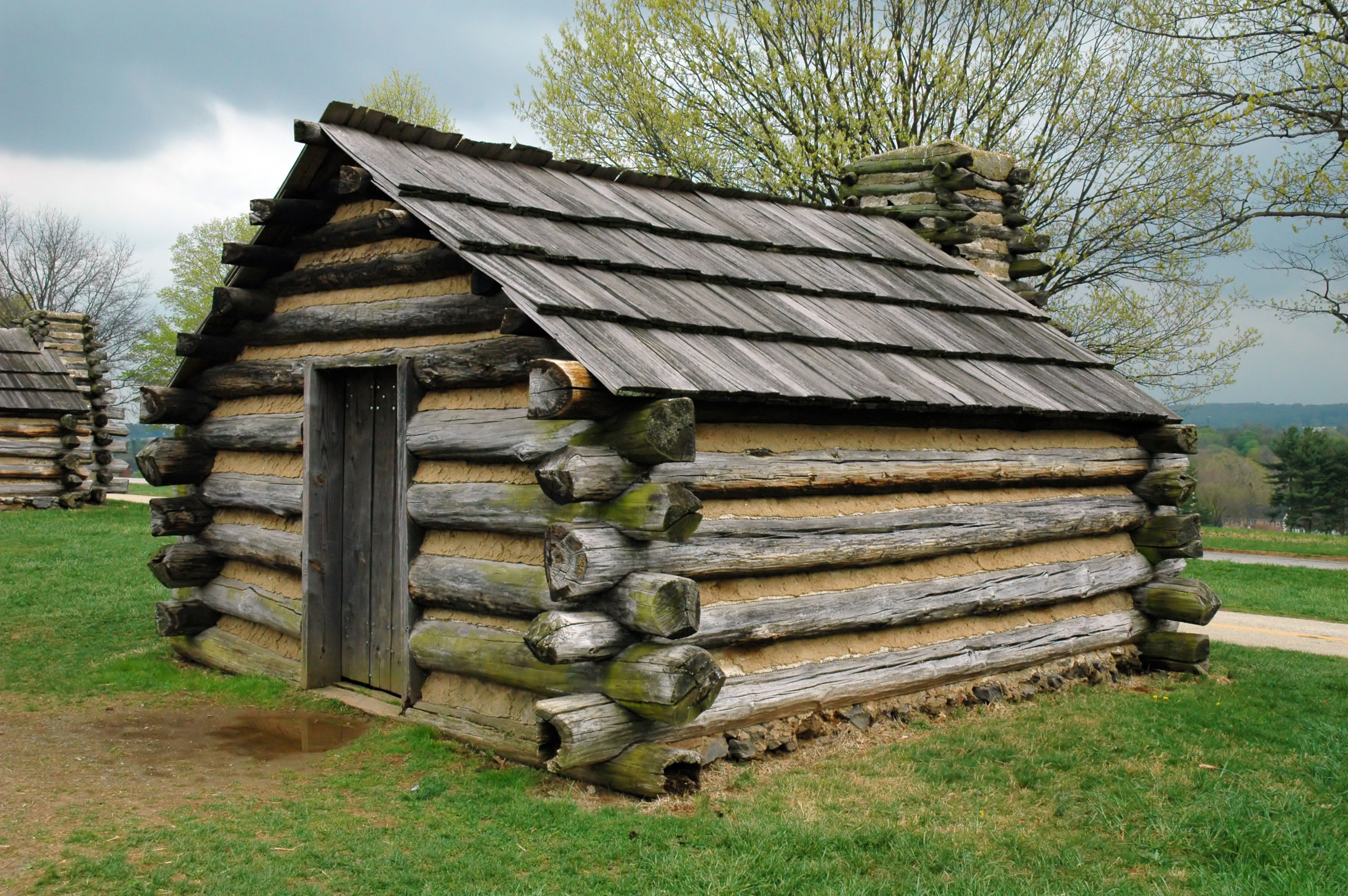
Moderna replica di una baracca militare dell'esercito statunitense a Valley Forge.

Valley Forge è una località della Pennsylvania, Stati Uniti d'America, rimasta celebre per aver ospitato, fra il 1777 e il 1778, gli accampamenti invernali dell'Esercito continentale guidato da George Washington durante la Guerra d'indipendenza americana.

## Storia
Washington vi condusse il suo esercito nel dicembre del 1777, per passarvi la stagione fredda. Il luogo fu scelto per la sua relativa vicinanza ai contingenti inglesi, e per la sua facile difendibilità: situata a circa quaranta chilometri da Filadelfia, allora in mano britannica, la valle era cinta da un fiume (il fiume China) e da una collina (il Mount Joy) che ne costituivano delle difese naturali per l'esercito di 11.000 uomini assiepato al suo interno.
I mesi invernali passati a Valley Forge furono tra i peggiori per le truppe continentali: gli uomini di Washington, male equipaggiati ed attrezzati, dovettero far fronte ai rigori di un rigido inverno. Il gelo, la fame e le malattie quali la difterite, il tifo, la dissenteria condussero a morte circa 2.000 soldati, e ne resero altrettanti incapaci di riprendere le armi.
Frattanto, sempre a Valley Forge le truppe vennero sottoposte ad un duro addestramento in vista delle successive battaglie: questo venne affidato all'ufficiale prussiano Friedrich Wilhelm von Steuben, che insegnò alle reclute inesperte di Washington i fondamenti della tattica, della strategia e delle abilità militari.
Alla fine dell'inverno, le truppe così addestrate e temprate si congiunsero ai rinforzi provenienti dalla Francia e, il 19 giugno 1778 lasciarono per sempre Valley Forge, sei mesi dopo il loro arrivo.

## Oggi

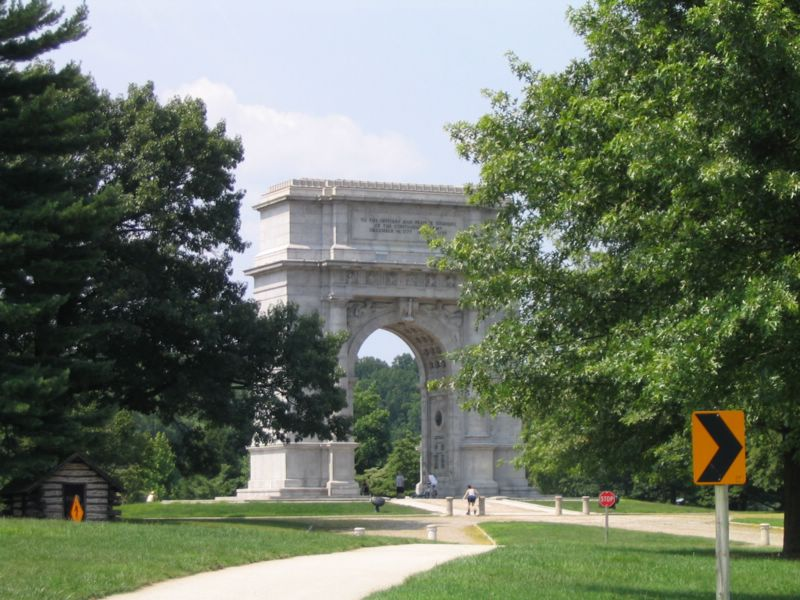
Il National Memorial Arch, nel moderno Parco Nazionale di Valley Forge.

Oggi l'area ospita un museo all'aperto, con alcune costruzioni originali dell'epoca, e moderne ricostruzioni degli accampamenti e delle baracche dove stanziò l'esercito di Washington. Realizzato nel 1893 come Valley Forge State Park, il memoriale è successivamente stato nominato Parco Nazionale nel 1976 con il nome di Valley Forge National Historical Park. Nella sua porzione sud si trova anche un grande arco commemorativo, il National Memorial Arch eretto nel 1910 e dedicato "agli ufficiali ed ai soldati dell'Esercito Continentale".

## Nell'arte e nella cultura
Valley Forge, idealmente visto come luogo della sofferenza, dell'abnegazione e della preparazione alle successive vittorie dell'Esercito Continentale, è rimasto uno dei simboli della guerra di indipendenza americana, fra i più cari e significativi per il patriottismo statunitense. Di conseguenza, sono molte le opere artistiche o culturali nelle quali sono presenti riferimenti ad esso.
Nella letteratura, il più celebre è probabilmente la rappresentazione teatrale Valley Forge, del drammaturgo Maxwell Anderson, che narra gli eventi dell'inverno 1777-78. Nella musica, invece, una canzone intitolata Valley Forge è presente in The Glorious Burden, l'ottavo disco della band heavy metal Iced Earth. Per quanto riguarda i fumetti, invece, il popolare bracchetto Snoopy, personaggio della striscia Peanuts immagina talvolta, nei suoi frequenti voli di fantasia, di essere un patriota statunitense di stanza a Valley Forge durante quel tragico inverno. Un altro riferimento si ha nel fumetto Marvel Il Punitore, nella prima storia dedicata al personaggio della linea marvel MAX, dal titolo "BORN": in essa Garth Ennis crea una base militare americana nel Vietnam chiamata Valley Forge, dove il protagonista Frank Castle si avvicina lentamente a diventare il Punitore.  Nel film di fantascienza 2002: la seconda odissea (Silent Running, 1972) è il nome di un'astronave che trasporta le ultime specie di piante e foreste ormai estinte sulla terra e condannate alla distruzione.
Dal punto di vista istituzionale, sono molte le scuole, gli ospedali e le strutture pubbliche che portano nel nome il toponimo di Valley Forge. La marina militare degli Stati Uniti ha dedicato invece due diverse imbarcazioni al celebre evento: la portaerei USS Valley Forge (CV-45), varata nel 1944, e l'incrociatore USS Valley Forge (CG-50), varato nel 1984.